# Palle Jacobsen
Max Palle Jacobsen (3. december 1940 i Odense – 22. januar 2009) var en dansk balletdanser og Ridder af Dannebrog.
Palle Jacobsen var solodanser ved Den Kongelige Ballet fra 1969 til 1989. Før dette var han solodanser i Basel, Schweiz; Graz, Østrig; Düsseldorf, Tyskland og Johannesburg, Sydafrika og han har desuden gæstedanset over det meste af verden.

## Undervisning
Palle Jacobsen har undervist Den Kongelige Ballet siden 1972 og på balletskolen siden 1987. Derudover har han gæsteundervist ved American Ballet Theatre School, New York; San Francisco Ballet, Pacific Northwest Ballet, Seattle; English National Ballet, London; London Contemporary Dance School; Het Nationale Ballet, Amsterdam; Cullberg Balletten, Stockholm; Den Norske Ballet, Oslo; Den Finske Ballet, Helsingfors og Teatro della Compagnia, Firenze. Yderligere har han været dommer ved Second International Ballet Competition i Jackson, USA.

## Roller
Palle Jacobsen havde store roller, blandt andet i klassikere som "Svanesøen", "Tornerose", "Nøddeknækkeren" og "Giselle".

## Balletmester
Palle Jacobsen var Kunstnerisk Leder og balletmester på Pantomimeteatret i Tivoli, København; fra 1982 til 1993.

## Koreografier
Palle Jacobsen fik sin koreografdebut på Det Kongelige Teater med balletten Albinoni i 1973 og har sidenhen lavet andre værker til Den Kongelige Ballet, bl.a. De Blå Øjne og Styx. Derudover har han lavet koreografi til Danmarks Radio, Pantomimeteatret samt Staatsoper München